# Blakea tuberculata
Blakea tuberculata är en tvåhjärtbladig växtart som beskrevs av John Donnell Smith. Blakea tuberculata ingår i släktet Blakea och familjen Melastomataceae. Inga underarter finns listade i Catalogue of Life.